# Vlkolínec
Vlkolínec, en Slovaquie, est un village qui fait actuellement partie de la commune de Ružomberok, mais qui en était autrefois indépendant.
Il fut fondé au XIVe siècle, et fut intégré en 1882 à la localité de Ružomberok.
Vlkolínec fait partie de la liste du patrimoine mondial de l'UNESCO depuis 1993, et est l'un des 10 villages slovaques qui jouissent du statut de village préservé. Il doit ces statuts à son caractère de village typique du nord des Carpates occidentales, dont la structure, le style et l'architecture n'ont que peu été modifiés à travers les âges. Ses maisons en bois à deux ou trois pièces sont particulièrement typiques, notamment celles dont les pignons possèdent une extension en demi-cercle. Le village possède toujours un petit beffroi en bois depuis 1770, qui marquait les heures.
Le nom du village est probablement dérivé du terme slovaque "vlk" c'est-à-dire loup.

## Sources
1. ↑  VLKOLINEC, Insights into a brief history, architecture and life, 2008

## Galerie

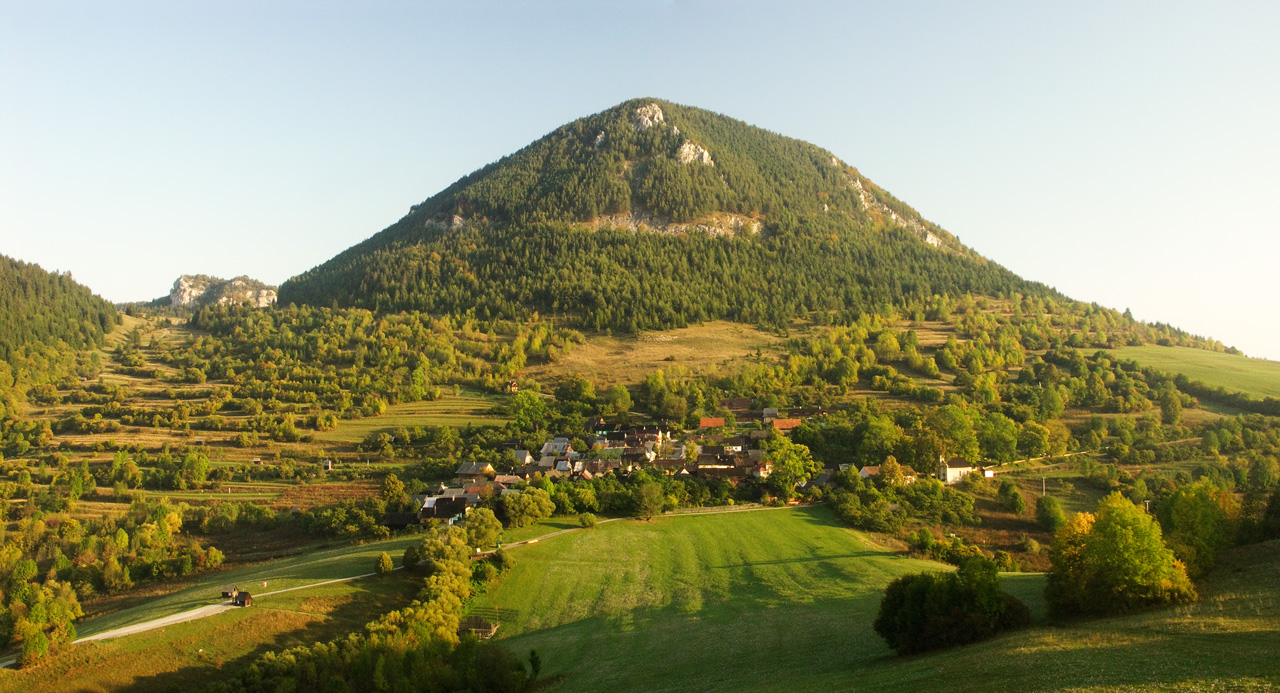
Le village est isolé dans les Basses Tatras
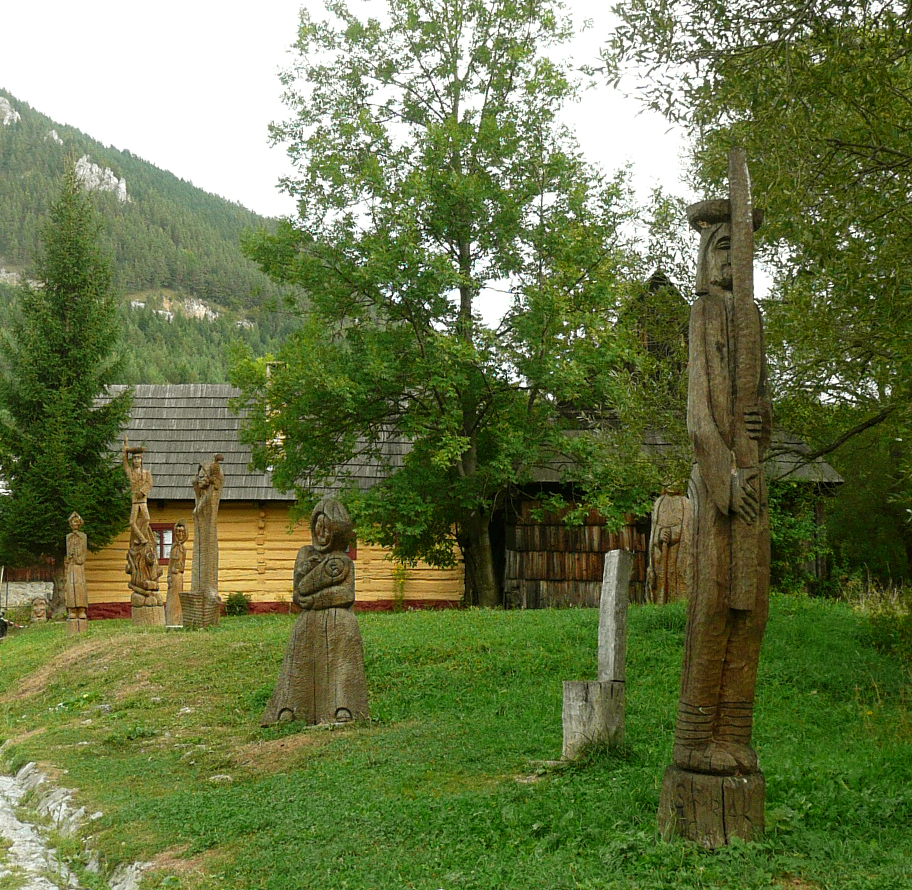
Des statues étranges à l'entrée du village
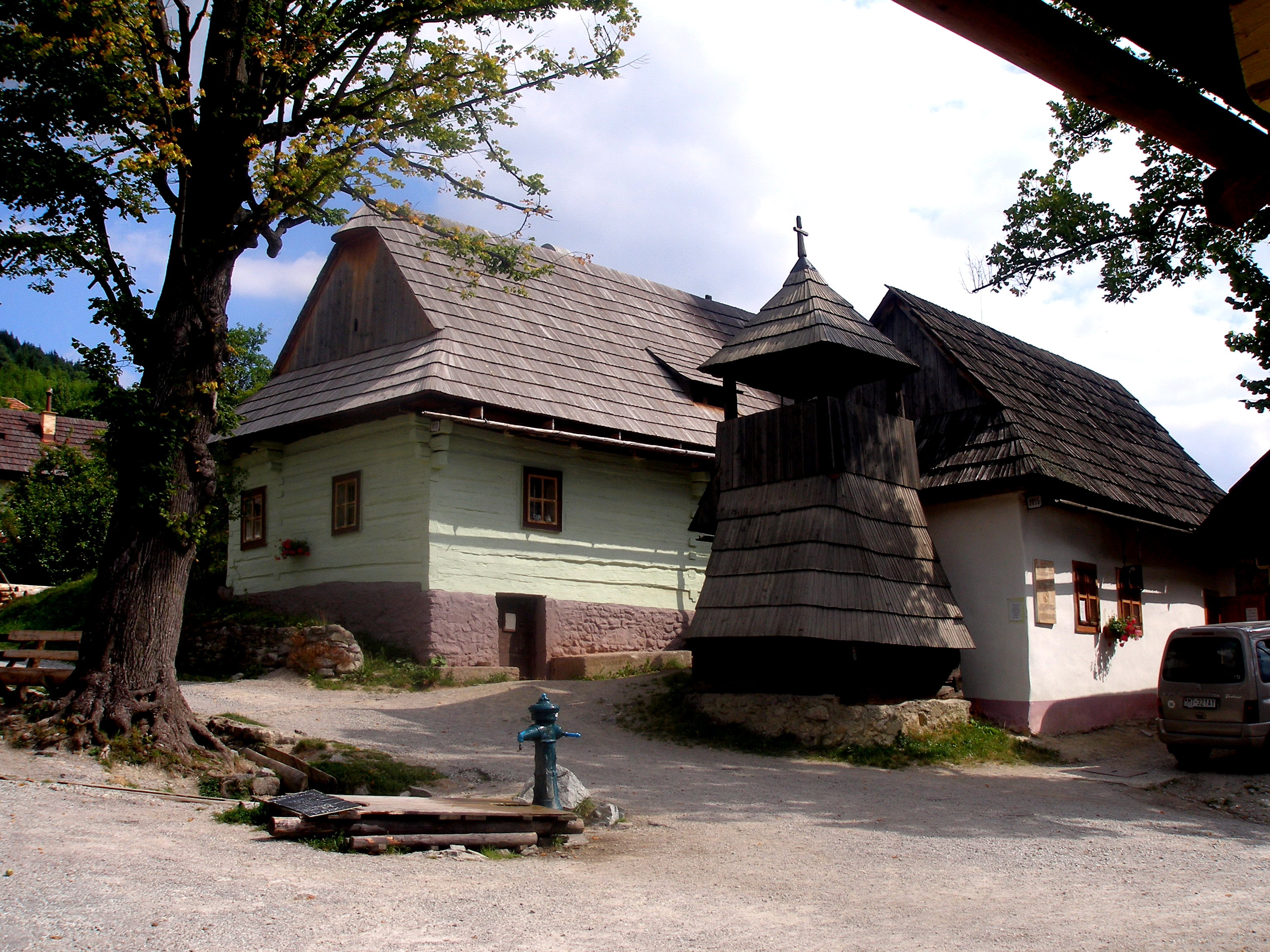
La place centrale
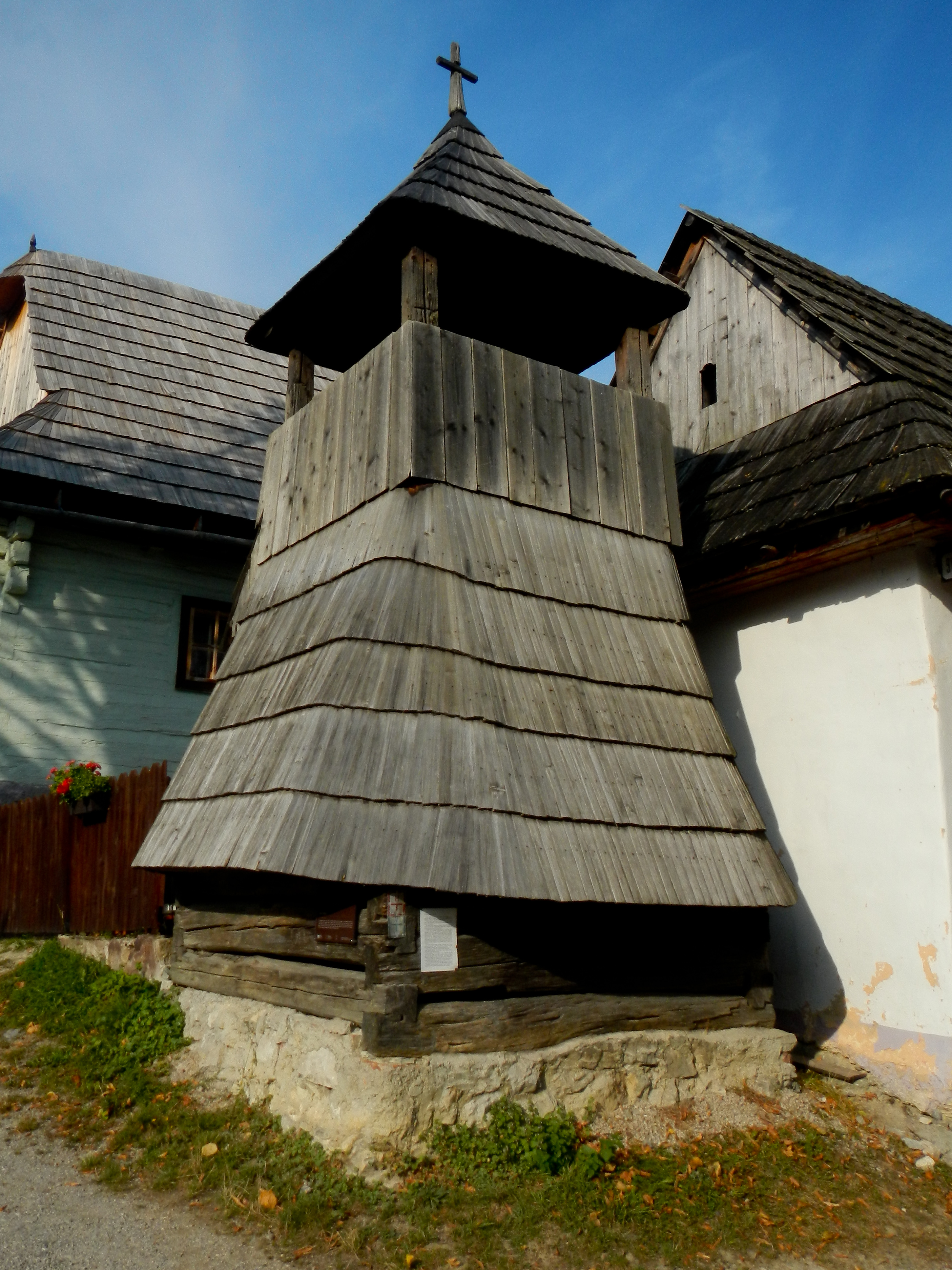
Le beffroi de 1770
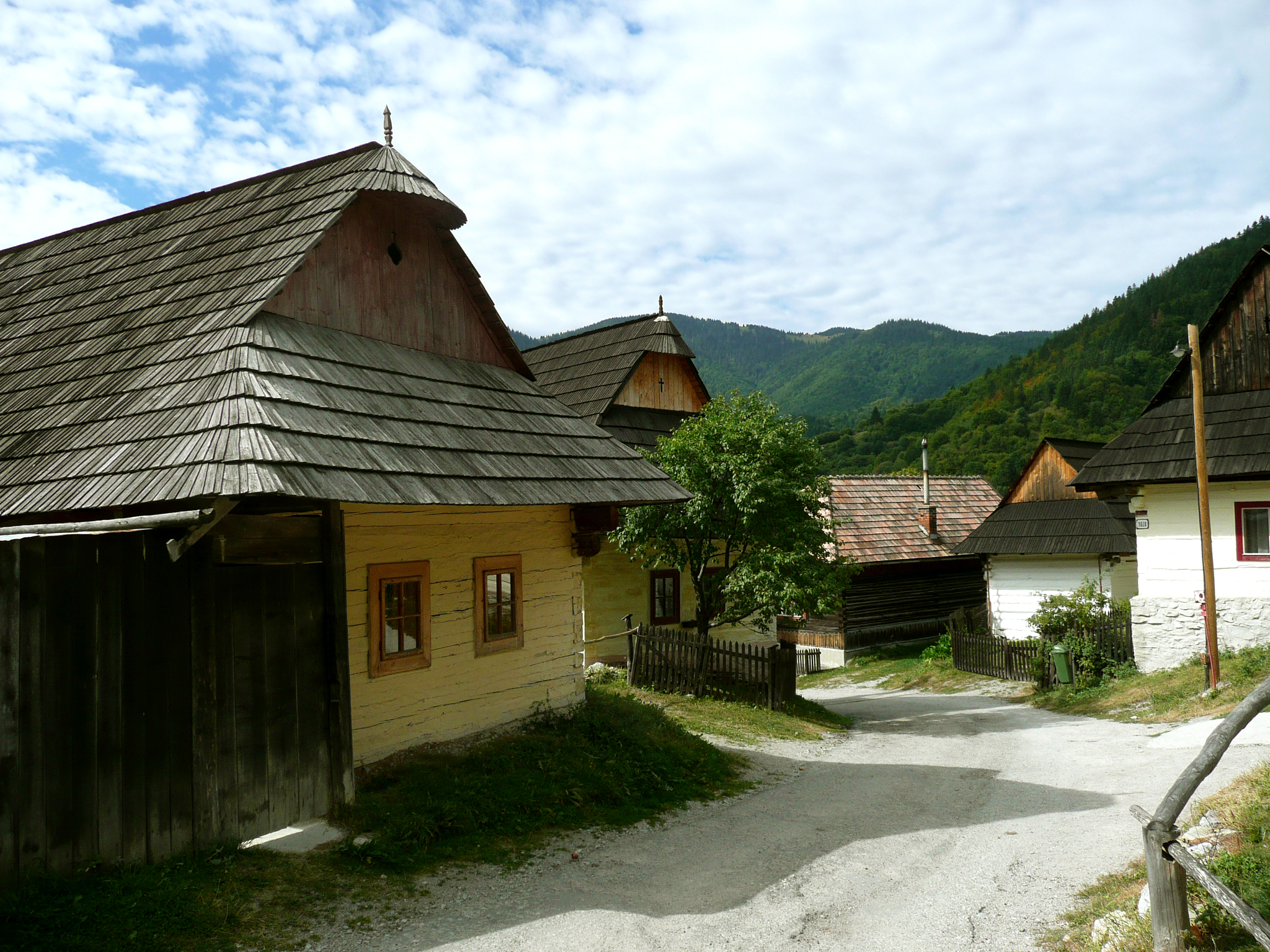
Maisons aux toits de bois avec pignons
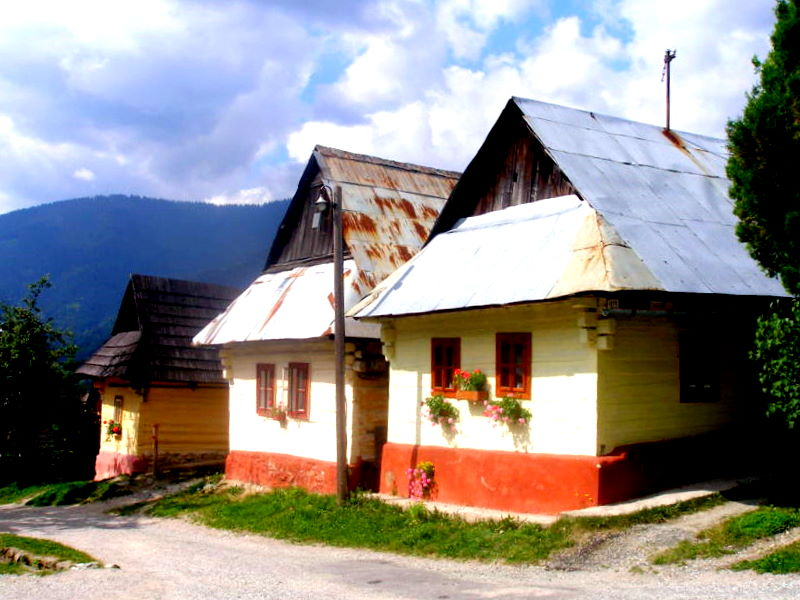
Autres maisons typiques